# Messias Baptista
Messias Filipe Santos Baptista (Vila do Conde, 25 de junio de 1999) es un deportista portugués que compite en piragüismo en la modalidad de aguas tranquilas.
Ganó cuatro medallas en el Campeonato Mundial de Piragüismo entre los años 2021 y 2024, y dos medallas en el Campeonato Europeo de Piragüismo de 2025. En los Juegos Europeos de Cracovia 2023 consiguió una medalla de oro en la prueba de K1 200 m.
Participó en dos Juegos Olímpicos de Verano, ocupando el octavo lugar en Tokio 2020 (K4 500 m) y el sexto en París 2024 (K2 500 m).

## Palmarés internacional
| Campeonato Mundial | Campeonato Mundial       | Campeonato Mundial | Campeonato Mundial |
| Año                | Lugar                    | Medalla            | Competición        |
| ------------------ | ------------------------ | ------------------ | ------------------ |
| 2021               | Copenhague (Dinamarca)   | Medalla de plata   | K2 200 m mixto     |
| 2023               | Duisburgo (Alemania)     | Medalla de oro     | K2 500 m           |
| 2024               | Samarcanda (Uzbekistán)  | Medalla de oro     | K1 200 m           |
| 2024               | Samarcanda (Uzbekistán)  | Medalla de oro     | K2 500 m mixto     |
| 2024               | Samarcanda (Uzbekistán)  | DSC                | K4 500 m mixto     |
| Juegos Europeos    |                          |                    |                    |
| Año                | Lugar                    | Medalla            | Competición        |
| 2023               | Cracovia (Polonia)       | Medalla de oro     | K1 200 m           |
| Campeonato Europeo |                          |                    |                    |
| Año                | Lugar                    | Medalla            | Competición        |
| 2025               | Račice (República Checa) | Medalla de oro     | K4 500 m           |
| 2025               | Račice (República Checa) | Medalla de plata   | K1 200 m           |